# Seligeria irrigata
Seligeria irrigata là một loài rêu trong họ Seligeriaceae. Loài này được (H.K.G. Paul) Ochyra & Gos mô tả khoa học đầu tiên năm 1992.